# Stenotarsus dentipes
Stenotarsus dentipes es una especie de coleóptero de la familia Endomychidae.

## Distribución geográfica
Habita en Burma (Birmania).